# Cratichneumon dissimilis
Cratichneumon dissimilis är en stekelart som först beskrevs av Johann Ludwig Christian Gravenhorst 1829.  Cratichneumon dissimilis ingår i släktet Cratichneumon och familjen brokparasitsteklar. Arten är reproducerande i Sverige. Utöver nominatformen finns också underarten C. d. kincaidi.